# Collybia cookei
A Collybia cookei é uma espécie de fungo da família Tricholomataceae e uma das três espécies do gênero Collybia. É conhecida na Europa, Ásia e América do Norte. O fungo produz basidiomas que geralmente crescem sobre os restos em decomposição de outros cogumelos, como Meripilus giganteus, Inonotus hispidus ou espécies de Russula; ocasionalmente, os basidiomas são encontrados em húmus rico ou madeira bem decomposta. O fungo produz pequenos cogumelos brancos com píleos de até 9 mm de diâmetro, sustentados por estipes finos que se originam de um esclerócio marrom-amarelado. É difícil distinguir o cogumelo das outras duas espécies de Collybia, a menos que se faça um esforço para examinar o esclerócio, que geralmente está enterrado no substrato. A comestibilidade do cogumelo não foi determinada.

## Taxonomia e filogenia
|  | \| \| Collybia tuberosa \| \| \| \| \| \| Collybia cookei \| \| \| \| |
|  |                                                                       |
|  | Collybia cirrhata                                                     |
|  |                                                                       |
|  | Collybia tuberosa                                                     |
|  |                                                                       |
|  | Collybia cookei                                                       |
|  |                                                                       |

|  | Collybia tuberosa |
|  |                   |
|  | Collybia cookei   |
|  |                   |

|  | \| \| Collybia tuberosa \| \| \| \| \| \| Collybia cookei \| \| \| \| |
|  |                                                                       |
|  | Collybia cirrhata                                                     |
|  |                                                                       |
|  | Collybia tuberosa                                                     |
|  |                                                                       |
|  | Collybia cookei                                                       |
|  |                                                                       |

|  | Collybia tuberosa |
|  |                   |
|  | Collybia cookei   |
|  |                   |

|  | \| \| Dendrocollybia racemosa \| \| \| \| \| \| Clitocybe connata \| \| \| \| |
|  |                                                                               |
|  | Hypsizygus ulmarius                                                           |
|  |                                                                               |
|  | Lepista nuda                                                                  |
|  |                                                                               |
|  | Dendrocollybia racemosa                                                       |
|  |                                                                               |
|  | Clitocybe connata                                                             |
|  |                                                                               |

|  | Dendrocollybia racemosa |
|  |                         |
|  | Clitocybe connata       |
|  |                         |

|  | \| \| Collybia tuberosa \| \| \| \| \| \| Collybia cookei \| \| \| \| |
|  |                                                                       |
|  | Collybia cirrhata                                                     |
|  |                                                                       |
|  | Collybia tuberosa                                                     |
|  |                                                                       |
|  | Collybia cookei                                                       |
|  |                                                                       |

|  | Collybia tuberosa |
|  |                   |
|  | Collybia cookei   |
|  |                   |

|  | \| \| Collybia tuberosa \| \| \| \| \| \| Collybia cookei \| \| \| \| |
|  |                                                                       |
|  | Collybia cirrhata                                                     |
|  |                                                                       |
|  | Collybia tuberosa                                                     |
|  |                                                                       |
|  | Collybia cookei                                                       |
|  |                                                                       |

|  | Collybia tuberosa |
|  |                   |
|  | Collybia cookei   |
|  |                   |

|  | \| \| Dendrocollybia racemosa \| \| \| \| \| \| Clitocybe connata \| \| \| \| |
|  |                                                                               |
|  | Hypsizygus ulmarius                                                           |
|  |                                                                               |
|  | Lepista nuda                                                                  |
|  |                                                                               |
|  | Dendrocollybia racemosa                                                       |
|  |                                                                               |
|  | Clitocybe connata                                                             |
|  |                                                                               |

|  | Dendrocollybia racemosa |
|  |                         |
|  | Clitocybe connata       |
|  |                         |

|  | \| \| Collybia tuberosa \| \| \| \| \| \| Collybia cookei \| \| \| \| |
|  |                                                                       |
|  | Collybia cirrhata                                                     |
|  |                                                                       |
|  | Collybia tuberosa                                                     |
|  |                                                                       |
|  | Collybia cookei                                                       |
|  |                                                                       |

|  | Collybia tuberosa |
|  |                   |
|  | Collybia cookei   |
|  |                   |

|  | \| \| Collybia tuberosa \| \| \| \| \| \| Collybia cookei \| \| \| \| |
|  |                                                                       |
|  | Collybia cirrhata                                                     |
|  |                                                                       |
|  | Collybia tuberosa                                                     |
|  |                                                                       |
|  | Collybia cookei                                                       |
|  |                                                                       |

|  | Collybia tuberosa |
|  |                   |
|  | Collybia cookei   |
|  |                   |

|  | \| \| Dendrocollybia racemosa \| \| \| \| \| \| Clitocybe connata \| \| \| \| |
|  |                                                                               |
|  | Hypsizygus ulmarius                                                           |
|  |                                                                               |
|  | Lepista nuda                                                                  |
|  |                                                                               |
|  | Dendrocollybia racemosa                                                       |
|  |                                                                               |
|  | Clitocybe connata                                                             |
|  |                                                                               |

|  | Dendrocollybia racemosa |
|  |                         |
|  | Clitocybe connata       |
|  |                         |

|  | \| \| Collybia tuberosa \| \| \| \| \| \| Collybia cookei \| \| \| \| |
|  |                                                                       |
|  | Collybia cirrhata                                                     |
|  |                                                                       |
|  | Collybia tuberosa                                                     |
|  |                                                                       |
|  | Collybia cookei                                                       |
|  |                                                                       |

|  | Collybia tuberosa |
|  |                   |
|  | Collybia cookei   |
|  |                   |

|  | \| \| Collybia tuberosa \| \| \| \| \| \| Collybia cookei \| \| \| \| |
|  |                                                                       |
|  | Collybia cirrhata                                                     |
|  |                                                                       |
|  | Collybia tuberosa                                                     |
|  |                                                                       |
|  | Collybia cookei                                                       |
|  |                                                                       |

|  | Collybia tuberosa |
|  |                   |
|  | Collybia cookei   |
|  |                   |

|  | \| \| Dendrocollybia racemosa \| \| \| \| \| \| Clitocybe connata \| \| \| \| |
|  |                                                                               |
|  | Hypsizygus ulmarius                                                           |
|  |                                                                               |
|  | Lepista nuda                                                                  |
|  |                                                                               |
|  | Dendrocollybia racemosa                                                       |
|  |                                                                               |
|  | Clitocybe connata                                                             |
|  |                                                                               |

|  | Dendrocollybia racemosa |
|  |                         |
|  | Clitocybe connata       |
|  |                         |

A espécie foi descrita pela primeira vez na literatura científica em 1928 como Collybia cirrhata var. cookei pelo micologista italiano Giacomo Bresadola. Em uma publicação de 1935, Jean D. Arnold relatou uma série de estudos em cultura de laboratório com isolados monocoriônicos (hifas com apenas um único núcleo haploide) de várias espécies de Collybia para determinar seu tipo de acasalamento. Todas as tentativas de produzir híbridos entre C. cirrhata var. cookei e C. cirrata ou fusões miceliais entre as duas espécies falharam. Essa incompatibilidade sexual indicou que os dois táxons eram espécies separadas e o táxon foi elevado de varietal para o status específico, chamando-o de Collybia cookei. A espécie também foi chamada de Microcollybia cookei em uma publicação de 1979 por Joanne Lennox, mas o gênero Microcollybia foi incorporado ao Collybia. Marcel Bon e Régis Courtecuisse consideraram a espécie uma variedade de Collybia tuberosa em uma publicação de 1988. Uma análise molecular de 2001 baseada nas sequências de DNA ribossômico confirmou que C. cookei é filogeneticamente relacionada a C. tuberosa e C. cirrhata, e que as três espécies formam um grupo monofilético que compreende o gênero Collybia.
O epíteto específico cookei homenageia o micologista britânico Mordecai Cubitt Cooke.

## Descrição

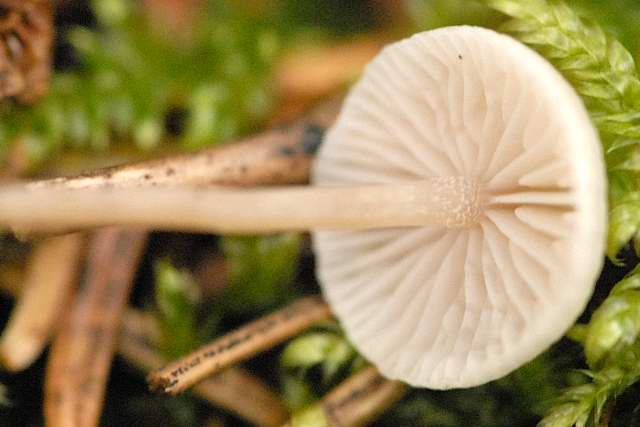
A fixação das lamelas ao estipe é adnata e seu espaçamento é próximo ou subdistante.

Os píleos dos cogumelos novos são aproximadamente esféricos, mas logo se tornam convexos ou achatados na maturidade e atingem diâmetros de 2 a 9 mm. A margem do píleo é enrolada ou curvada para dentro quando novo, mas se endireita à medida que amadurece. A cor do píleo é branca a creme. As lamelas são amplamente adnatas a ligeiramente decorrentes, com uma cor semelhante à do píleo; seu espaçamento é próximo a subdistante. O estipe esbranquiçado é igual em largura, geralmente com curvas, e tem de 20 a 50 mm de comprimento por 0,3 a 1,0 mm de espessura. A região superior da superfície do estipe pode ser coberta com o que parece ser um pó branco e há pelos finos perto da base. Os estipes originam-se de um esclerócio marrom-amarelado que tem até 6 mm de comprimento. O esclerócio varia em forma, desde aproximadamente esférico até amendoado e irregular, e sua superfície é frequentemente enrugada e esburacada. O cogumelo não tem odor ou sabor característico, e sua comestibilidade é desconhecida.
A esporada é branca. Os esporos são lisos, elipsoidais ou em forma de lágrima, hialinos (translúcidos), não amiloides [en]e medem 3,9 a 5,2 por 2,6 a 3,3 μm. Os basídios (células portadoras de esporos no himênio) têm quatro esporos e são hialinos, com dimensões de 16 a 20 por 4 a 5 μm. Eles têm fíbulas em suas bases. Não há cistídios nas bordas (queilocistídios) ou nas faces (pleurocistídios) das lamelas. A disposição das hifas no tecido do himenóforo varia de regular a entrelaçada. A pileipellis é uma cútis (um tipo de tecido em que as hifas estão dispostas mais ou menos paralelamente à superfície), formada por hifas com septos, com cerca de 4 a 9 μm de diâmetro. As fíbulas estão presentes nas hifas. O esclerócio é formado por hifas com pigmento amarelo em suas paredes que, em seção transversal, parecem ser pseudoparenquimatosas (hifas de células curtas entrelaçadas de forma compacta que se assemelham ao parênquima de plantas superiores) e medem de 5 a 10 μm de diâmetro.

### Espécies semelhantes

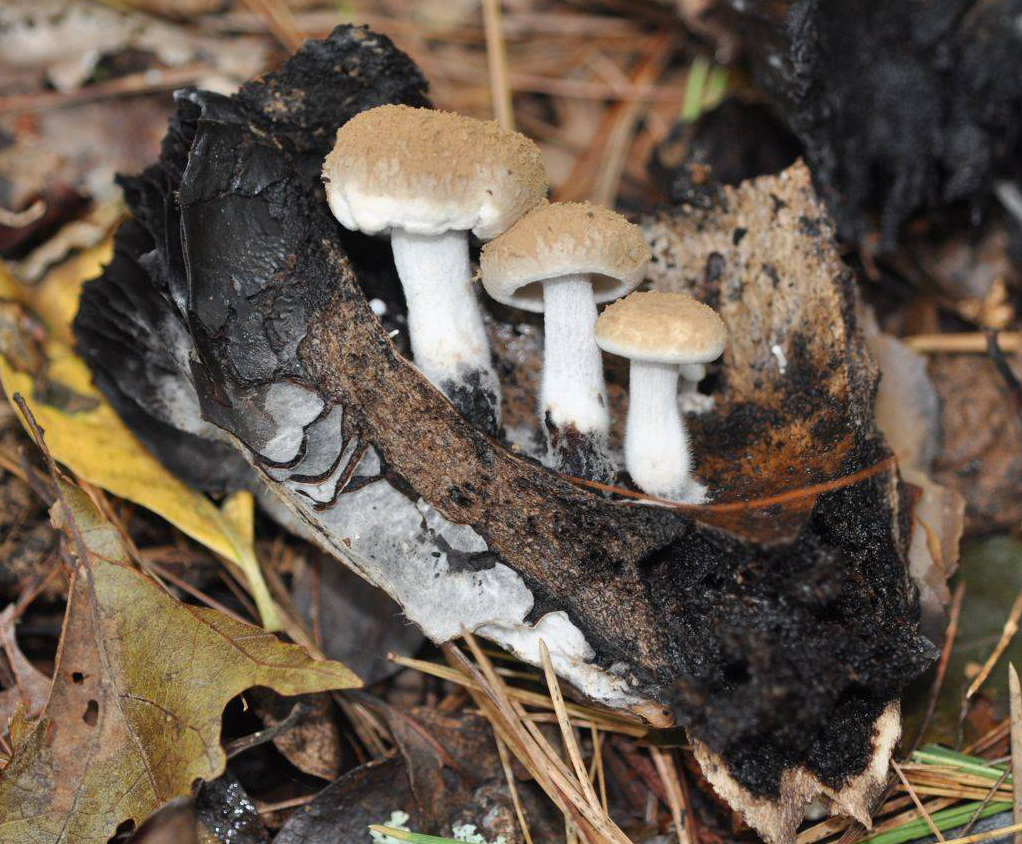
A Asterophora lycoperdoides tem estipes mais grossos e pó marrom na superfície do píleo.

É mais provável que a Collybia cookei seja confundida com os outros dois membros da Collybia, ambos com aparência exterior semelhante; a distinção entre as três geralmente requer a escavação da base do estipe, afastando-a do musgo ou dos detritos nos quais o estipe está embutido. No campo, a C. tuberosa pode ser distinguida da C. cookei por seus esclerócios marrom-escuros que lembram um pouco uma semente de maçã. O uso de um microscópio fornece uma maneira mais definitiva de distinguir as duas: as hifas nos esclerócios de C. cookei são arredondadas, enquanto as de C. tuberosa são alongadas; essa característica diagnóstica é aparente tanto no material fresco quanto no material seco das duas espécies. A C. cirrhata não produz esclerócios.
Outra espécie de cogumelo que cresce em cogumelos em decomposição é a Asterophora lycoperdoides, que é diferente da C. cookei por causa dos esporos assexuados marrons pulverulentos (clamidósporos) produzidos na superfície do píleo. Alexander H. Smith observou uma semelhança geral na aparência entre a C. cookei e a espécie norte-americana Clitocybe sclerotoidea (então conhecida como Tricholoma sclerotoideum), que é parasita da  Helvella lacunosa. No entanto, a C. sclerotoidea é maior do que a C. cookei, com diâmetros de píleo de até 3 cm e tem lamelas mais espaçadas.

## Habitat e distribuição
Como todos os membros do gênero Collybia, a C. cookei cresce em restos bem apodrecidos de cogumelos, como espécies de Russula,  Meripilus giganteus e Inonotus hispidus. Os cogumelos ocasionalmente crescem em madeira bem decomposta ou húmus rico. Os cogumelos crescem dispersos ou agrupados. Um estudo de campo realizado perto de uma usina de latão na Suécia revelou que a contaminação por metais pesados teve pouco efeito sobre a aparência do cogumelo, possivelmente porque seu substrato de cogumelos parcialmente decompostos tem uma concentração de metal mais baixa do que o solo superficial subjacente.
A Collybia cookei é encontrada na Europa, na Ásia (Japão) e na América do Norte. A distribuição europeia se estende ao norte até o Círculo Polar Ártico e Ilhas Lofoten. A espécie é amplamente distribuída na América do Norte; foi relatada no México pela primeira vez em 1998. O fungo favorece florestas mistas dominadas por álamos e coníferas em ambientes montanhosos e subalpinos. Na Holanda, ele foi um componente de uma das três comunidades de fungos saprófito associados a margens de estradas (o terreno entre a borda da estrada e o muro ou cerca adjacente) plantadas com carvalho (Quercus robur); as margens também sustentaram o crescimento do cogumelo Russula ochroleuca, um hospedeiro da C. cookei.

## Links externos
- Collybia cookei em Index Fungorum
- Imagens em Mushroom Observer